# Pythidae
Pythidae es una familia de coleópteros polífagos. Son escarabajos que viven bajo la corteza de árboles muertos, y por tanto son bastante planos. Debido a su forma oculta de vida son poco evidentes, pero muchas de las especies son probablemente raras, y  pueden verse amenazadas por la silvicultura moderna.

## Descripción
Tienen un tamaño medio (6-19 mm), oblongos, planos, de color oscuro. A primera vista, se asemejan a (Carabidae), pero no están relacionados con ellos. La cabeza es bastante grande, casi cuadrada, cuando se ven desde arriba. Las antenas son moderadamente largas, con 11 partes y en forma de collar de perlas. Es pronoto es bastante pequeño, más ancho que largo, casi cuadrado, cuando se ve desde arriba.  Las alas son largas y más amplias, cerca de la parte trasera. Las patas son relativamente cortas y delgadas.

## Estilo de vida
Las larvas se desarrollan en la corteza de árboles muertos, y también los escarabajos adultos rara vez se encuentran fuera de este hábitat. Las larvas del género Pytho comen la corteza interna, mientras que los del género Priognathus  la savia. Algunas especies viven en el bosque boreal (taiga), y el hábitat en que viven les hace difícil escapar a las muy bajas temperaturas. Se demuestra que los escarabajos sobreviven entre las células congeladas (congelación extracelular), pero también puede evitar la congelación hasta temperaturas bastante bajas.

## Géneros
Hay diez géneros y diecisiete especies.
- Anaplopus - Ischyomius - Priognathus - Pytho - Sphalma - †Pythoceropsis - ?Osphyoplesius - ?Trimitomerus